# François Charpentier
Pour les articles homonymes, voir Charpentier (homonymie).
François Charpentier (15 février 1620 à Paris – 22 avril 1702 à Paris) est un homme de lettres français.

## Sa vie et son œuvre
Il entreprend des études de droit, qu'il délaisse en faveur des lettres. Il se fait connaître par sa traduction de Xénophon, à laquelle il ajoute une Vie de Socrate, et il est élu membre de l'Académie française en 1650. Pendant cinquante-deux ans, il assistera à presque toutes les séances de l'Académie. Son éloquence « véhémente » lui vaudra d'y prononcer seize discours et d'y accueillir huit nouveaux académiciens, parmi lesquels Bossuet et La Bruyère. Il rédigera aussi la préface du Dictionnaire de l’Académie. Avec Charles Perrault, il se range du côté des « modernes » dans la querelle des Anciens et des Modernes et fait paraitre quelques pamphlets contre Homère et Virgile, auxquels Boileau répond par des railleries, telle cette épigramme où il remarque que de tous les hommes célèbres de l'antiquité il n'y a que Caligula et Néron, les empereurs fous, qui sont de l'avis de Perrault et Charpentier :
Ne blâmez pas Perrault de condamner Homère,
Virgile, Aristote, Platon,
II a pour lui, monsieur son frère,
Lavau, Caligula, Néron,
Et le gros Charpentier, dit-on.
En 1663, Colbert, qui s'apprête à fonder la Compagnie des Indes Orientales, demande à François Charpentier de rédiger un discours afin de « donner à toute la France une idée avantageuse de cet établissement » En récompense, Colbert fait de lui l'un des premiers membres de l’Académie des Inscriptions, dont la vocation première est de glorifier le règne de Louis XIV au moyen d’emblèmes, d’allégories et de devises. Lorsqu'il s'agit de décider de la langue des inscriptions, Charpentier, qui publiera en 1683 un ouvrage intitulé De l'Excellence de la langue françoise, se prononce contre le latin en faveur du français. Toutefois, lorsqu'il est chargé d'ajouter des légendes aux tableaux de Le Brun au château de Versailles, ses efforts sont jugés tellement médiocres qu'ils seront remplacés par des vers de Racine et de Boileau. Il participe par ailleurs à la création des médailles commémorant les principaux événements du siècle de Louis XIV.

## Ouvrages
- Les Choses mémorables de Socrate, ouvrage de Xénophon, traduit de grec en françois, avec la Vie de Socrate, nouvellement composée et recueillie des plus célèbres autheurs de l'Antiquité (1650)
- La Cyropaedie, ou l'Histoire de Cyrus, traduite du grec de Xénophon (1659)
- Discours d'un fidèle sujet du roi touchant l'établissement d'une compagnie française pour le commerce des Indes orientales, lire en ligne sur Gallica. Paru aussi sous le titre : Le Divin marchand, relation de la constitution de la Compagnie française des Indes orientales (1664)
- Deffense de la langue françoise pour l'inscription de l'arc de triomphe dédié au Roy (1676), lire en ligne sur Gallica.
- De l'Excellence de la langue françoise (2 volumes, 1683), lire en ligne sur Gallica.
- Traité de la peinture parlante, Explication des tableaux de la Galerie de Versailles (1684)
- Journal du voyage du chevalier Chardin en Perse et aux Indes Orientales (1686), lire en ligne sur Gallica. Révision par Charpentier du texte de Jean Chardin.
- Le Dictionnaire de l'Académie Françoise, dédié au Roy (2 volumes, 1694), lire en ligne sur Gallica. Charpentier est l'auteur de la Préface. Lire en ligne
- Carpentariana, ou Recueil de pensées historiques, critique, morale, et de bons mots, de M. Charpentier (1724)